# Praeichneumon townesi
Praeichneumon townesi är en stekelart som beskrevs av Alexandr Rasnitsyn 1983. Praeichneumon townesi ingår i släktet Praeichneumon och familjen Praeichneumonidae. Inga underarter finns listade i Catalogue of Life.